# 빙여화적청춘
《빙여화적청춘》(冰与火的青春)은 2015년 방송되었던 중국의 드라마이다.

## 소개
- 아름다운 숲이 우거진 캠퍼스에서의 발랄한 청춘들의 이야기

## 등장 인물
- 자나이량 - 지양옌 역
- 잉얼 - 샤빙 역
- 두춘 - 뤄하오 역
- 류예 (Lidia) - 린샤오롱 역
- 슝나이진 - 콩휘 역
- 팽박 (彭博) - 샤오이페이 역
- 두저림 (杜宁林) - 레이잉 역
- 이우헌 (李雨轩) - 리커한 역
- 주호성 - 박동준 역
- 정재연 - 박은희 역